# Хорошч
Хорошч (пољ. Choroszcz) град је и општина у Пољској. Налази се у Подласком војводству, у Бјалостоцком повјату (пољ. Powiat białostocki).
Од 1975. до 1998. године град је административно припадао Бјалостоцком војводству (пољ. Województwo białostockie).
По подацима од 31. децембра 2004. у граду је живело 5.411 становника.
Град улази у састав Бјалистоцке агломерације. Налази се на граници Нарвијањског националног парка (пољ. Narwiański Park Narodowy).
У граду се налази римокатоличка црква, манастир и једна православна црква, 4 гробља.
Хорошч је са Бјалистоком повезан сталним аутобуским линијама.

### Туристичке атракције
- Црква и манастир доминиканаца
- Православна црква пресвете Богородице - саграђена 1878. године.
- Фабрика сукна - саграђена 1843. године
- Трг на коме се налазе куће из XIX века
- Капела из XVIII века

## Демографија
| 1946. | 2005. | 2012. |
| ----- | ----- | ----- |
| 1.900 | 5.411 | 5.716 |